# 超級機械人大戰OG機動兵器列表
本列表為萬普（後為南夢宮萬代遊戲）的電子遊戲作品《超級機械人大戰系列》（以下機戰），及其原生、派生作品登場的原創機動兵器一覽。

## 人型機兵
Personal Trooper，簡稱PT，毛氏工業（マオ・インダストリー社）開發的人型機動兵器。第一號機是PTX-001 亡靈（ゲシュペンスト，Gespenst），也是人類史上最初的人型機動兵器。其他譯名有：蓋修班斯特，肯修貝斯特，極殊兵，擊修柏特。

### 亡靈系列
PTX-001 亡靈·R型（Gespenst Type-Rapidity）
是毛氏工業開發的第一架人型機兵，亡靈的一號機（Type R）。有很多機體從高成本的決戰用機到低成本的量產機都是以它為原型製造的。該機是注重機動性能機型（R = Rapidity）。機體完成後配給特殊戰技教導隊進行測試。後來成為奇里亞姆·葉格的專用機。
PTX-001RV 亡靈·RV型（Gespenst Type-RV）
以PTX-001亡靈施加大幅強化改造後的人型機兵。
奇里亞姆·葉格與北村開所提案的亡靈系列強化改造案「萬聖節計劃」所產出的第一台機體。以毛氏工業的最新技術，對機體從骨架階段便實施改造，裝甲也幾乎全數交換。背部装備了搭載特斯拉驅動器的大型飛行組件，有著和最新銳機相比也毫不遜色的機動性。另外，装備了高威力的光束兵器：重型破壞加農砲。
PTX-001XNG 亡靈·XN（XN Geist/Natch Geist X）
《英雄戰記》最終首領阿波羅總統﹙基利亞姆﹚的專用機。奪權者的轉移系統就是其核心零件。
PTX-002 亡靈·S型（Gespenst Type-Strength）
Type S是試作二號機。之所以稱為Type S，是因其為注重攻擊力的機體（S = Strength）。此機後來由特殊戰技教導隊隊長劉家衛（カーウァイ・ラウ）帶往宇宙進行測試，其後失蹤。
其實真正故事是家衛與本機被虛視者擄獲後，將亡靈S型的機體強化改裝與家衛的人格精神被強行清洗記憶，最後他演變成為巴爾瑪帝國星球人的殺手身份，並改名為加因·馬尼（ガルイン・メハベル）。
在OG1中毛氏工業被攻擊一戰（SRX劇情線的第37集）或白星進攻戰（ATX劇情線的第40集）中以敵方身份出現，最後被ATX和SRX等等聯合擊毀告終。
PTX-003 亡靈·T型（Gespenst Type-Test）
Type T是試作三號機。之所以稱為Type T，是因為此機是作為將來後繼機開發的測試機（T = Test），古鐵便是由此機改裝而來。
PTX-007-01 亡靈Mk-II·R型（Gespenst Mk-II Type-Rapidity）
人型機兵第一號機PTX-001「亡靈·R型」的後繼機，三架量產試作機中的一機。沒有使用EOT技術而使用既有技術應用及發展出可靠的高性能的機體。之所以稱為Type R，是因為它是注重機動性的機體（R = Rapidity）。過去，Mk-II曾是特殊戰技教導隊成員取得資料所使用的機體，DC戰爭爆發後，由毛氏工業重新調整後再投入戰線。
PTX-007-02 亡靈Mk-II·S型（Gespenst Mk-II Type-Strength）
Type S是Mk-II的試作二號機。之所以稱為Type S，是因其為注重攻擊力的機體（S = Strength）。胸部安裝了重型破壞加農砲（改良自亡靈·S型的破壞加農砲）並能使出名為「究極！亡靈踢」（究極！ ゲシュペンストキック）的強力必殺技。它的數據被運用在古倫加斯特的開發。
PTX-007-03 亡靈Mk-II·T型（Gespenst Mk-II Type-Test）
Type T是Mk-II的試作三號機。之所以稱為Type T，是因為此機是作為將來後繼機開發的測試機（T = Test），白騎士便是由此機改裝而來。
RPT-007 量產型亡靈Mk-II（Gespenst Mk-II Mass Product Model）
毛氏工業首次開發的量產型人型機兵，亡靈Mk-II·R型的量產轉移型。性能基本上和量產試作型一樣，強化了感應器。左腕的武裝從原先的電漿劍換成了裝有電漿棍的噴射麥格農。由於量產延遲的緣故，DC戰爭爆發時僅配置了30架左右（當時聯邦軍的主力兵器為戰鬥機與戰車）。卡琪娜中尉的專機機身為紅色，北村開少佐的專機機身為綠色。
RPT-007TT 量產型亡靈Mk-II·TT型（Gespenst Mk-II Mass Product Model T-Link Test Type）
搭載了T-LINK系統的量產型亡靈Mk-II，機體為全白色，裝備了名為T-Link Ripper的精神操作武器。
RPT-007K-P1 量產型亡靈Mk-II改（Gespenst Mk-II Mass Product Model Custom）
依亡靈系列的強化改造案「萬聖節計劃」所開發的機體。將基礎的量產型亡靈Mk-Ⅱ的特性重新審視，提升了泛用性及整備性的現場主義升級款機體。可在部分裝甲及接點上裝備各種装備，來彈性對應多樣性的作戰內容。N型在三種選擇式裝備組合中最具泛用性，配備F2W加農砲，僅在左腕上装備電漿圓盾。G型在三種選擇式裝備組合中最具機動性及加速力。雙腕及雙膝裝備了電漿刺錐而擅長格鬥戰。C型在三種選擇式裝備組合中最具防禦力。裝備了扇狀落下式飛彈及雙管光束加農砲而擅長中、遠距離戰。
《OG外傳》時有兩台配備了泣狼隊，配備了類似白騎士的新型射擊武器；卡琪娜中尉的專機機身為紅色，羅素的為藍色，北村開少佐的為綠色，蒞妲的為灰色。

### 凶鳥系列
凶鳥（Hückebein）
型式編號：RTX-008L/R
全長：19.8m　重量：60.4t
其他譯名：修克拜因，修凱拜因，修葛拜因，曉擊霸，虎克别因
受聯邦軍極東支部委託，由毛氏工業開發的最早搭載EOT的人型機兵。此機是以野豬（ビルトシュバイン）為基礎，為了作為亡靈Mk-II的後繼量產機而開發的機體，但是由於開發途中EOT發現了隕石三號而使用黑洞引擎作為其動力部，故其攻擊力遠高於預先估定的大小。雖然開發了三架，但008R在啟動實驗中因為失控事件的發生，消滅了一個基地，從此以後，凶鳥就有了「消逝的騎兵（Berserk Trooper））」的稱號，連帶同樣搭載黑洞引擎的008L也被封印了。
至於凶鳥009（第三架）也因此除去黑洞引擎，改用核融合引擎，作為後繼機開發用資料的取得機體，送到極東支部手中。
凶鳥EX（Hückebein EX）
型式編號：RTX-008LC
全長：19.6m　重量：53.3t
《α》中登場。為連邦軍極東基地以封印的凶鳥008L，並加以凶鳥Mk-II的部件改修的機体。外観為紅色。性能介乎Mk-II和Mk-III之間。
《OG》系列中僅為在EX凶鳥開發期間的代號。
EX凶鳥（Exbein）
型式編號：PTX-EX
其他譯名：艾克斯派因
由凶鳥009大幅改造的數據而成的機体。機体名為「Extra Hückebein」的簡寫。
EXEX凶鳥（EX-Exbein）
型式編號：PTX-DEX
毛氏工業的EXH計劃所開發的超級人型機兵。以單一機體盡可能發揮高攻擊力及泛用性的機體，也就是集各型的凶鳥之大成的機體。搭載了黑洞引擎及特洛尼姆引擎等應用了EOT的超高輸出功率動力爐，並在機體各部位具備有能安裝武裝模組及追加裝甲、推進器等等的擴充機能、強化零件的結構（EXPS）。另外，也搭載了T-LINK系統（念動力感知增幅裝置），能使用有著各種用途的念動力應用兵器。
EXEX凶鳥名稱由來除了有「EX-EX凶鳥」的含意外，作為系列第六代的機體，也包含了「Sechs（德文的6）」的意思。
凶鳥Mk-Ⅱ（Hückebein Mk-II）
型式編號：RTX-010
全長：20.8m　重量：52.0t
凶鳥的改良型、量產試作型。它沒有採用引起暴走事故的黑洞引擎，從生產成本和安全性等問題來考慮，機體的關節和內部框架都採用了亡靈Mk-II的零件。量產試作型一共開發了三台，裝備了應用EOT的（Gravity-Control System）和重力衝擊加農砲（Gインパクト・キャノン、G Impact Cannon）。其中1號機特別安裝了T-LINK系統。
量產型凶鳥Mk-Ⅱ（Hückebein Mk-II Mass Product Model）
型式編號：RPT-010
全長：19.7m　重量：47.4t
以凶鳥Mk-Ⅱ為基底而開發的量產型人型機兵。作為地球聯邦軍的軍備增強計劃「神盾計劃」，而被採納為新型主力機的機體。特斯拉驅動器作為標準装備，可在重力下單體飛行。雖然沒有裝備EOT及其應用的武器，基本性能與量產試作型幾乎同等。另外，由於並未採用凶鳥系的H骨架，而是採用了量產試作型並改良的亡靈系GⅡ骨架，生產成本也低廉。
凶鳥Mk-Ⅲ（Hückebein Mk-III）
型式編號：RTX-011L/R
高度：21.5m  重量:51.3t
開發商：毛氏工業
機械原設定：カトキハジメ
本機為L5戰役後，隨著SRX計劃的凍結被解除，由毛氏工業所開發的超級PT。
以凶鳥Mk-Ⅱ為藍本並將SRX計劃帶來的經驗與技術及EOT均全面引入。
開發的概念是「小型、高性能化的SRX」，零件的規格也與R系列是統一的。動力源與SRX相同都是特洛尼姆引擎。
同時，也裝載了T-LINK系統和改良化的。基本上本機是以安裝AM組件的狀態來應用，不過，單機也擁有出色的戰鬥性能。
另外，R型先前由雷傑爾（レーツェル）所駕駛，並作了個人化的改造，是為T（Trombe、龍捲）型，主要差異在背部的多重追蹤鎖定飛彈（マルチトレースミサイル）換成了特斯拉驅動器（テスラ・ドライブ、Tesla Drive），可進行單體飛行。

### ATX計劃
地球圈防衛計劃中，北美支部蘭利（ラングレー）基地進行的強襲用人型機動兵器的開發計劃。開發責任者是瑪莉詠·拉多姆博士。由於當時形勢所逼，在瑪莉詠博士不願意下使用了部分EOT技術（搭載特斯拉驅動器）。開發了「古鐵」和「白騎士」。
PTX-003-C 古鐵（Alteisen）
其他譯名：亞爾特安瑟，艾迪臣
聯邦軍北美支部蘭利基地的ATX計畫中，以作為測試機保存的PTX-003亡量·T型當作主體进行大幅的改造和加强，武器以适合中近距离战斗的实弹兵器为主，是以「擁有絕對強大的火力並能正面突破」的觀念設計而成的PT，開發者為瑪莉詠博士，亦因她的意向而未採用任何高危險性的EOT。雖然在接近戰、格鬥戰能有很大的發揮空間，依駕駛員身手甚至能發揮出與特機匹敵的攻擊力。雖與量產型的亡靈Mk-II同樣以成為聯邦軍（準）主力機為目標，也替往後實現時準備了「亡靈Mk-III」這個名字，但其這背時代潮流的設計概念，最終仍是落選，最後被以開發時的代號「古鐵」這污名來稱呼。
在另一世界，直接稱為Mk-III
驾驶员是南部響介。
注：和分别是德语的Alt和Eisen，相当于英语Old Iron（古舊的鐵）。
PTX-003-SP1 古鐵巨人（Alteisen Riese）
其他譯名：亞爾特安瑟·里傑，艾迪臣·里傑
古鐵的改造机体。在原机师南部響介的意见基础上，由瑪莉詠·拉多姆博士完成。使用了白騎士的后备零件，装备了以前被认为严重影响机体平衡而没有采用的轉輪衝角（Revolving Bunker），机体其它的武器也全部换成了更加大型化的装备。新安装的特斯拉驅動器提高了机体的平衡性和突进力，可是依然不能飞行。它的火力和突进力都已经超越了PT的范畴，但是机体的操纵要比古鐵更加困难。
注：是德语的Riese，相当于英语Giant（巨人）。
PTX-007-03C 白騎士（Weiβritter）
其他譯名：拜斯里塔
為了提升DC戰爭爆發前後開始生產的主力量產機RPT-007「量產型亡靈Mk-II」的性能，瑪莉詠·拉多姆博士大幅改造試作3號機（PTX-007-03「亡靈Mk-II·T型」（ゲシュペンストMk-II・タイプT））而誕生的機體。
亡靈Mk-II作為陸戰兵器雖然優秀，卻有著重力下對空戰鬥能力較低與滯空時間偏短等缺點。為了改善這些問題，起初白騎士的背部裝有大型輔助推進器組件和主翼。但後來突然決定導入從EOTI機關（之後的DC）外流的武裝機組里翁（リオン、Lion）系列的技術和小型特斯拉驅動器，使白騎士得以更輕巧地在重力下進行單機飛行。另外為了在宇宙空間進行高速戰鬥，而於機體各處裝設的小型輔助推進器與特斯拉驅動器相輔相成，更進一步提升了運動性能。再加上動力來源從核融合動力爐換成電漿產生器，以及客製化的TC-OS與艾克瑟蓮·白朗寧這位駕駛員，使機體的綜合性能超越了里翁系列。
主武裝為可擊發實彈與光束兩種不同彈種的騎槍重砲（Oxtongue Launcher），擁有優秀的砲擊戰鬥能力。
但是由於過分追求高機動性而犧牲了裝甲，加上生產成本的問題，以致量產化被擱置。
此外，白騎士大多與古鐵一同被運用於實戰中，十分擅長與該機型進行協同作戰。
駕駛員為艾克瑟蓮·白朗寧（Excellen Browning）。
注：和分别是德语WEIß和RITTER，相当于英语的White Knight（白骑士）。
PTX-007-UN 純白騎士（Rein Weiβritter）
其他譯名：萊茵·拜斯里塔
白騎士被謎一般的技术改造之后提高了机体性能的形态。整个机体有60%以上产生了无法解析的变化，就连原来的主武器騎槍重砲都变成了咆哮重砲（Howling Launcher）。可以展开强力的能量场，能用思念波动进行攻击。
注：是德语的Rein，相当于英语Pure（纯的）。
PTX-015L/R 野伯勞(L/R)（Wildwüerger）
其他譯名：野百舌
L5戰役後，且ATX計畫解除凍結後，由月面企業瑪歐社開發的試作型人型機兵。運用了古鐵的概念，野伯勞是屬於近接、格鬥戰用機體，與砲擊戰用的野隼搭配作戰。使用了EOT技術並裝備了近、中距離戰用的實彈兵器。機體框架不使用R-1與凶鳥的H骨架而使用GII骨架。背部搭載了高性能特斯拉驅動器使得單體飛行能夠實現。能夠卸除外部的外裝裝甲（Jacket Arm）轉變成高機動模式，與野隼发动高速连携攻击比翼迅擊（Twin Bird Strike）。設計者是瑪莉詠博士，Type R機身為藍色；另有同型機Type L存在，機身為紅色。
PTX-016L/R 野隼(L/R)（Wildfalken）
L5戰役後，且ATX計畫解除凍結後，由月面企業毛氏工業開發的試作型人型機兵。此機是使用了白騎士的概念而開發的砲擊戰用機體，由於搭載了高性能特斯拉驅動器，在PT中其機動性可說是一流水平。主要武裝是使用能源彈的騎槍步槍（Oxtongue Rifle），與野伯勞不同的是，野隼是使用H骨架。開發者為卡克博士。Type R機身為藍色；另有同型機Type L存在，機身為紅色。

### SRX計劃
- R-1
- R-2／R-2強化型
- R-3／R-3強化型
- SRX／SRX Altered「班普雷奥斯」
- 亞爾布雷德／亞爾布雷德·特裝型
- R-GUN／R-GUN強化型
- R-SWORD

### 試作機
PTX-004 守林者（Schutzwald）
全長：20.4m
重量：86.1t
其他譯名：修茲巴特
毛氏工業以亡靈為基礎開發出的PT。與泛用性優秀的亡靈不同，守林者是重視火力及射擊的試作型砲戰用PT，算是R-2的原型。但是，由於生產成本高且維修不易而沒被量產。跟亡靈一樣，共有三架同型機存在。OG時，一號機由萊駕駛，用於SRX計劃取得數據。
PTX-005 野豬（Wildschwein）
全長：23.2m　
重量：79.4t
其他譯名：比魯特修拜因
野豬是毛氏工業以PTX-001亡靈為基礎，以強化近戰能力及武裝而開發的試作機，其泛用性、攻擊力及機動性都有其優勢，進而成為聯邦軍的量產機後補之一。機體的滯空能力一流，可進行短期的空戰，不過由於成本問題而輸給凶鳥Mk-II。其設計觀念被凶鳥系列及R系列所繼承，算是重要機體的基礎。
PTX-006L/R 野猛禽（Wildraubtier）
全長：17.9m
重量：55.1t
其他譯名：野生獸，比魯特蘭塔，雲迪拉普
野猛禽是改正對空戰力低下的守林者與亡靈Mk-II的一些問題而開發出來的機體，生產者為毛氏工業。此機是第一個具人形型態與飛行型態的機體，算是R-1的前身。雖然飛行型態大大提高了對空的機動性，但是飛行模式的許多問題導致測試時機體嚴重損壞（測試駕駛員是南部響介）。野猛禽的許多資料對R-1的開發有相當大的幫助，另外，此機尚有同型機存在，不過因野猛禽L於實驗中嚴重損壞，野猛禽R的零件變成為其補充零件，該機（006R）也就從機體登錄中消除。

## 武裝機組
武裝機組（Armor Module），簡稱AM，與PT是屬於不同系列的機器人。主要是DC與石動重工業（イスルギ重工）合作開發的人型機動兵器的總稱。

### 系列77
菲利歐·普雷斯迪（フィリオ・プレスティ）進行名為「TD計劃」（TD=Terrestrial Dream／Tesla Drive）的小型航行機恆星間航行計劃。原本由DC進行。後來DC壞滅後，改由石動重工業，開發目的也改為開發軍事用途AM。此計劃開發了「系列77」系列的AM。
系列77的名字由來源自七夕。

### 格蘭森系列
格蘭森（Granzon）
型式番號：DCAM-00 / R-0/EI-YAM-003（OG系列），全長：27.8m，標準重量：42.8t
其他譯名：古蘭修，古蘭森
DC（ディバイン・クルセイダーズ，神聖十字軍）所開發的對異星人戰鬥用AM。雖說是瓦爾西翁（ヴァルシオン）系列三號機，但在形狀和設計理念卻相差甚大的情形下，仍給予了DCAM-00這個開發編號。開發者和操縱者同為擔任DC日本支部總帥的白河愁（シュウ・シラカワ）。動力源為白河愁以源自當時藏於3號隕石內，來自於侵略者的EOT：「黑洞引擎」作基礎所開發製造的。再加上白河愁在驅動程式中的內部中祕密組成的祕法暗號「卡巴拉系統」（カバラ・プログラム、Cabala Program）可做到隨意抓取出精靈界能量（アストラルエネルギー，Astral Energy）。由於他有搭載T-LINK系統因此可光憑由白河愁的腦波就可做到遠距離的遙控。使用的裝甲為打從素粒子階段就開始強化的超抗力鈦元素（超抗力チタニウム）。在火力比機動性更為重視的情況下，火力被強化到非常可怕的地步，機動性被削減下之後呈現的是在裝甲的防禦能力很高。
另外，在假定駕駛員的能力能跟上機體的狀態下，理論上可對65535個目標同時攻擊。雖說他有能在短時間內飛行的能力，但為了補足機動力的不足，通常裝載著巡航用的飛行機具。這架號稱花了DC總預算2／3的超高性能機，原設計群的其中一人艾力克·王（エリック・ワン）曾說過「若是駕駛員有超越人類的能力的話，格蘭森應該能在一天內毀滅全世界的戰力吧。」由於開發資料是繼承了SRX計畫中R系列的資料，因此他也有著「R-0」的開發型式編碼。此機體所搭載的縮退砲現階段為試作版，實用版本只有在他以「新·格蘭森」（ネオ・グランゾン）姿態時才能使用。但這武器也得在之後施予強化改造才能夠成為新·格蘭森的最強武器。
格蘭森（グランゾン，Granzon）為希臘語為「戒律」的意思
新·格蘭森（Neo Granzon）

### 超動力將軍守護神
天才科學家比安·索塔克（ビアン・ゾルダーク）所預言的外星人襲擊地球，在人類之中引起了前所未有的混亂，為了應對外星人的進攻，人類想出了各種各樣的方案，其中之一，就是作為方舟計畫（物種保存計畫）的一環所建造的「大地搖籃」（アースクレイドル）。

這個設有製造工廠等設施，可以自給自足的大規模掩體中，配備了防衛用人型機動兵器，名為「超動力將軍守護神」（Dynamic General Guardian），簡稱「Double G」「DGG」，高達50米的特機型人型機動兵器群。
DGG-XAM01 超軍神（Dygenguar）
其他譯名：大曾伽，大前卡，大贊加，大贊卡
高度：55.4m，重量：142.7t，開發商：神聖十字軍（DC）
DC總帥比安·索塔克進行基本設計的超動力將軍守護神系列的一號機，取頭文字可縮寫成Double G（ダブルG，Dynamic General Guardian=DGG=Double G）。駕駛者為桑格·佐沃特。
本機是特機類型的格鬥戰用人型兵器，本來是用於地下人工冬眠設設施大地搖籃防衛用的，只有被登錄的指定駕駛員才能駕駛。一般認為比安博士當初就是把其作為桑格的專用機而設計。
操作部分採用了DML系統（即時動態聯結系統），能做出人機一體的動作同時，因為機體各部的動力傳達方面則採用了特殊的人工肌肉，比起同體積的人型兵器有更佳的柔軟性和更流暢的動作。
（機械原設定：安藤弘）
DGG-XAM02 奧瑟賽達（Außenseiter）
其他譯名：轟天烏駒
高度：54.9m，重量：165.5t，開發商：神聖十字軍（DC）
DC總帥比安·索塔克進行基本設計的超動力將軍守護神系列的二號機，是為雷傑爾·法因修梅卡（レーツェル・ファインシュメッカー）的專用機。機體所用的內構骨架大致上與超軍神的相同，持有2挺名為長矛加農砲（Lanzerkanone）的長槍身大出力光束加農砲，能發揮優良的砲擊戰鬥能力。同時，根據腳踵部分上裝的疾馳足輪（Ferse Rad），可將其應用於在地上進行高速移動戰鬥的特長上。本機還有個最大的特徵就是能變形成駿馬模式（Pferd Mode）的馬形態，此時超軍神可以騎乘在上面。
另外，本機的名稱Außenseiter具有「穴馬」（突如其來的馬）之意，因駕駛員為雷傑爾，故又稱做「大龍捲」。
（機械原設定：安藤弘）
DGG-XAM03 震雷
DC總帥比安·索塔克進行基本設計的超動力將軍守護神系列的三號機，中途落入了仇視比安的前EOTI機關成員遠峯薰手上，被改造為無人機。並安裝了AI「ZLAI系統」，輸入了破壞其他DGG系列的指令。外表是忍者，擁有優秀的機動性。最後戰敗並被捕獲，更被改造為雷鳳。
DGG-XAM03 雷鳳
擄獲「震雷」後施加改造的機體。排除掉控制用AI「ZLAI系統」，與一號機超軍神同樣搭載DML（即時動態聯結）系統成為有人搭乘機。更裝備了跨世代的人機介面「LIOH系統」。這是能學習駕駛員特性並引出潛在能力，並也有機體控制用OS與士兵培育系統的功能。另外，在腳部装備了作為超軍神與奧瑟賽達追加装備的推進器，也由於駕駛員的叶斗真（トウマ・カノウ）擅長格鬥技，因此攻擊也以踢擊為主。
DGG-XAM03C 大雷鳳

## 古倫加斯特系列
由特斯拉·萊許研究所（テスラ・ライヒ研究所）開發的超級機械人（Super Robot）。名字為日語的簡寫，又译轟格殊。
SRG-00 古倫加斯特零式（Grungust Type-0）
應地球聯邦軍地球圈防衛計劃委員會的委託，特斯拉·萊許研究所開發的對異星人戰鬥用超級系機器人，為一架大大推翻了至目前為止的人型機動兵器的常識之機體，原因是因為本機有比PT更大的尺寸，更厚的裝甲，及針對近距離格鬥戰用的特化武裝。特別是主武器零式斬艦刀是一把全長82m的超大型闊劍，刀身和刀柄各部都裝有姿勢制御用的噴射器。另外，本體還裝備了宇宙巡洋艦等級的發電機（為此才將機體大型化）。背部的大推力推進器可能使本機可做到單機脫離大氣層。
機械原設定：宮武一貴
SRG-01 古倫加斯特（Grungust）
以古倫加斯特零式的機體框架為基礎，特斯拉·萊許研究所開發的戰鬥用超級機器人。有很高的泛用性，可以變形成為大型戰鬥機加斯特飛翼（Wing Gust）和重戰車加斯特戰車（Gust Lander）。 而且，它安裝了腦波控制裝置和聲控式武器選擇裝置作為駕駛輔助系統。專用劍擊武器名稱為計都羅睺劍。在對駕駛員要求很高的古倫加斯特系列中有最出色的綜合平衡性，別名「超鬥士」。因為它的開發理念是以格鬥戰和劍擊戰為主的機體，所以在機械人型態時有點不擅長中遠距離的戰鬥。此外由於變形結構過於複雜，所以有著難以小型化和維修困難的缺點。同型號機一共生產了三台，一號機機身為藍色，頭部為星型，駕駛員為伊倫加特·風原（イルムガルト・カザハラ）；二號機機身為紅色，頭部為獅型，裝備了T-LINK系統。
最初在《第4次超级机器人大战》中登场时，剧情中本机的开发得到了破岚万丈（《无敌钢人泰坦3》主角）的赞助，因此本机有着类似泰坦3的人形、飞机、战车的三段变形机构。
SRG-01-3C 古倫加斯特改（Grungust Custom）
SRG-02 古倫加斯特貳式（Grungust Type-2）
地球聯邦軍極東支部SRX計畫裏開發的對外星人戰鬥用超級機器人，古倫加斯特（壹式）的後繼機、量產試作型。為了提高生產效率省略了重戰車變形機構和一部分武器，所以只能變型成大型戰鬥機G獵鷹（Gホーク、G-Hawk）形態，但基礎性能依然很高。武器和發動機使用了EOT技術，雖然綜合的攻擊力不如初代，但是中距離的戰鬥力和操作性方面都優於古倫加斯特系列的其他機體。專用劍擊武器名稱為計都瞬獄劍。此外，為了彌補它機動性低以及和亡靈系列相比難以駕駛的缺點，貳號機特別安裝了T-LINK系統，駕駛員為水羽楠葉。（在OG1的劇情中，英格蘭姆和薇蕾塔將貳式與楠葉拐帶後，將機體加裝防止合體SRX機械人的儀器和操控楠葉人格精神儀器，最後被布里德嘗試救出楠葉並破壞貳式兩個儀器後，成功救出駕駛員，可是貳式嚴重損毀而自爆。）
SRG-03 古倫加斯特參式（Grungust Type-3）
L5戰役之後解除凍結的SRX計畫中，特斯拉·萊許研究所開發的古倫加斯特系列最新機型。它以古倫加斯特（壹式）為基礎，進一步強化了近距離格鬥戰的能力，能夠分離成上半身的大型戰鬥機G猛禽戰機（G-Raptor）和下半身的重型戰車G野牛戰車（G-Bison）。1號機安裝了T-LINK系統，原本預定安裝特洛尼姆引擎和特機專用的參式獅子王刀（参式獅子王刀），但是因為開發中途受阻的關係還沒有實行。布里德（ブリット）和楠葉（クスハ）被選為參式1號機的駕駛員。
參式2號機的駕駛員是桑格·佐沃特（ゼンガー・ゾンボルト）少佐。該機沒有安裝T-LINK系統，去掉了分離、合體結構，改成了單人駕駛的機體。裝備了由特殊液態金屬製造的「參式斬艦刀」（参式斬艦刀）。
參式3號機的駕駛員同樣是布里德和楠葉。此機安裝T-LINK系統、特斯拉驅動器及原預定在1號機安裝的參式獅子王刀。

## 超機人

### 四神
DR-1 龍王機
TG-1 虎王機
雀王機
武王機
SRG-03D 龍虎王／SRG-03T 虎龍王
由公叔班（魯班）修復，在太古擊退百邪的機械人型。可以自律行動，會依自己的意思選擇操者。有龍王機和虎王機兩架，可以合體成龍虎王或虎龍王。合體咒語是「必神火帝，天魔降伏，龍虎合體」。
龍虎王擅長空中和水中的遠距離法術戰鬥。胸前的裝甲稱為「逆鱗」，「逆鱗」被攻擊時，龍虎王會發怒而提高攻擊力。
而虎龍王擅長地上的近距離戰鬥。不可以飛行，但地上的速度優秀，可以使用「身分身之術」。
专用BGM

### 四靈
應龍皇（真・龍王機）
作為超機人最高等級的「四靈」，應龍的超機人由孫光龍所擁有。於《第三次超級機械人大戰α》中被稱「真·龍王機」。本來是地球的鋼伊甸的守護者，但被捨棄了。
鳳王機／凰王機
麒王機
龜王機

## 強襲龍騎兵
即Assault Dragoon，由Fremont工業開發的強襲型機動兵器，簡稱A.D.，該社開發的機動兵器在機動性上有優秀的發展。
SLD-AD01 Soldifar
SLD-AD02 Nowrooz
ASK-AD01 Ashcleef
ASK-AD02 灰燼救世主（Ashsaviour）
ASK-AD02M 量產型灰燼救世主（Ashsaviour Mass product model）
ASK-G03C Rapiecage

## 艾克薩蘭斯
以交換複數骨架來對應各種戰場的人型機動兵器。
EXF-02AF 艾克薩蘭斯·緊急戰機（Excellence Argent Fighter）
EXF-02S 艾克薩蘭斯·前鋒（Excellence Striker）
EXF-02G 艾克薩蘭斯·槍神（Excellence Gunner）
EXF-02F Excellence Flyer
EXF-02C Excellence CosmoDriver
EXF-02D Excellence Diver
艾克薩蘭斯·槍神前鋒（Excellence Gunstriker）
「槍神前鋒」是以第一號骨架「前鋒」與只有完成設計的射擊戰用骨架「槍神」所組合而成。動力是新製作的時流引擎。不只能發揮優秀的射擊戰鬥能力，藉由從前鋒所繼承下來的粉碎巨腕，也能進行格鬥戰。另外，裝備了特斯拉驅動器。單機也能飛行。搭載著長距離電漿加農砲的背包「槍神妖精」，能在分離後變形為浮空坦克模式作遠距離攻擊武器來使用。現時分別有兩台，紅色機為勞爾·古雷登（ラウル・グレーデン）搭乘、綠色機由菲歐娜·古雷登（フィオナ・グレーデン）搭乘。
EXF-02L 艾克薩蘭斯·雷霆（Excellence Lightning）
EXF-02E 艾克薩蘭斯·永恆（Excellence Eternal）
EXF-03R 艾克薩蘭斯·救援（Excellence Rescue）
以艾克薩蘭斯的資料來開發的救難用機體。但並沒有裝備艾克薩蘭斯的駕駛艙兼小型戰鬥機的緊急戰機及骨架換裝系統，也並未安裝時流引擎。機體構造堅固，裝備了能乘坐八人的救護艙及「艾克薩妖精」（エクスフェアリー）的遠距離小型救難機器，能以除去障礙物的名義做為武器使用。另外，也因為搭載了特斯拉驅動器，能單體飛行及以高機動模式進行高速移動。擁有居住性高的客艙，並具備醫療設備。

## 吉鋼斯克德
吉鋼斯克德（Giganscudo）
編號：GS-01
全長：70.3m
重量：451.9t
其他譯名：力王，吉鋼史庫特，吉鋼斯克羅
對異星人戰鬥用及戰艦防衛用超級機器人。原來為新西元171年，地球聯邦軍為了鎮壓活動頻繁的殖民衛星的NID4運動（殖民地獨立運動）而製造的據點防衛用超大型機動兵器。其後，作為戰艦防衛兵器與飛龍一同旅行至冥王星外宙域時，遭到不明機動兵器群襲擊而重創。與飛龍一同進行改修作業後，變成了超大型人型機動兵器。由於是PT與超級機器人技術確立前開發的舊型機體，人型機動兵器的總合能力與安定性皆低，近接格鬥戰與防禦力卻很高。與特斯拉驅動器搭配之後，飛行戰鬥就可行了。義大利語名字本意是「巨盾」。
吉鋼斯克德·杜羅（Giganscudo Duro）
編號：GS-01D
全長：70.3m
重量：487.0t
其他譯名：力王·鋼盾，吉鋼斯克羅·杜羅
對異星人戰鬥及戰艦防衛用超級機器人吉鋼斯克德改造後的機體。強化了各關節部位，原來腕部裝備的拘束巨盾（シーズシールド、Seize Shields）換成了拘束重錨（シーズアンカー、Seize Anchor），進一步提升了格鬥戰能力。另外，搭載了重力控制系統使得能夠展開重力領域，防禦力也隨之提升。此外，吉鋼斯克德的改造計畫是由瑪莉詠博士提出的。改造是由真宮寺祐於飛龍改往返於小行星帶與伊卡洛斯基地的途中進行的。機體名稱原意為「巨大且堅硬的盾」，通稱「鋼杜羅」（ガンドロ）。

## EG／VR型
EG-X 奪魂者（Soulgain）
高度：41.2m
重量：129.8t
由亞克賽爾·阿爾瑪（Axel Almer）所搭乘的超級系機器人。未持有任何固定兵裝，只以拳頭和手肘進行所有攻擊動作的特異機種、格鬥戰用機體。主要的攻擊部分設定為上半身，操作方面採用了將駕駛員的思考直接傳達給機體的「及時反饋系統」（Direct Feed-back System）及與駕駛員動作連動的「即時動作聯結系統」（Direct Action Link System）。搭载EG合金，編入自動修復的裝置。大體說來並不適合於軍用，在近距離戰鬥才能夠發揮此機的能力到最大限度。
VR-02 瓦薩卡（Vaisaga）
高度：43.9m
重量：130.8t
其他譯名：競速戰士
持有鉤爪和手裡劍，以及雙刃刀，與奪魂者相比，是以使用尖刀類系的武器作戰的機體。操作系統與奪魂者樣使用了「及時反饋系統」，有披風狀的盾可進行防禦，而且可用分身進行回避的高性能機體。本機是很出色的機體，不過為了提升機動力而犧牲了裝甲強度。
EG-XX 奪權者（Zweizergain）
溫德爾·毛瑟（ヴィンデル・マウザー）的專屬機器人，結合了奪魂者与瓦薩卡的武器，利用分身進行攻擊。內部搭載次元轉移裝置，能夠單體進行轉移。同樣搭載了能夠自動修復的EG合金。
奪地者（Earthgain）
超級奪地者（Super Earthgain）
Virose

## SMS
SMSC 安潔露可（AngelG）
其他譯名：弓天使
有著近似於有機生物的背翼，女性型甲冑的設計之神秘的超級系機器人。可將能量體經物質化所形成的槍狀和弓矢狀物質放出，還有細身劍都讓人與西洋騎士產生聯想。但是，本機目前還充滿像是使用材質以及動力源等很多不明的疑點。
一般被認定是生產里翁（リオン）系列的石動重工業（イスルギ重工），為了競爭聯邦軍的次期主力機所提出開發的機體，是真是假仍不明。
Sweemurg
Elbulls
Sweemurg Splendid

## 戰鬥母艦
OG系列中的戰鬥母艦有兩種：

一種是由原有系統改修過來的戰艦，另外一種是依照地球圈防衛計劃而全新設計的；兩者的共通點為均導入了EOT技術。

### 宇宙諾亞級萬能戰鬥母艦
宇宙諾亞級（スペースノア、Spacenoah）為地球圈防衛計劃下建造的對異星人戰鬥母艦，同時也有地球脫出船團旗艦的預設功能。自設計階段便導入EOT技術，作戰性能在飛龍改之上；利用特斯拉驅動器（特斯拉·萊許研究所利用EOT技術製造的反重力裝置，一艘安裝兩具）的特性，以重力平衡控制船體，再利用各8具大小型火箭引擎為輔助推進裝置。船身以超抗力金屬組成，可以在宇宙航行、水中潛行或大氣圈內飛行。對艦砲擊戰鬥能力及人型機兵和各種戰鬥機的搭載能力也極為優秀。宇宙諾亞級其建造的意圖被分為「說離地球船團護衛艦」及「對外星人戰用PT搭載戰鬥母艦」這正反面的兩極，而為了隱藏背地裡脫離地球計劃的目的，賦予了該艦地球圈防衛構想所推斷的戰鬥能力。為了隱藏這兩種意圖所採取的措施，便是與戰艦很不相稱的可更換構造。藉由將戰艦模組化，將船體、本體主引擎等共通部位作為核心，能以短時間依目的對戰鬥模組進行換裝的系統。另外，作為換裝部位的艦首部分，壹號艦、貳號艦、參號艦各自装著不同的模組，已確認有格納庫、重粒子砲、迴轉式衝角等，目前有三艘服役（其中一艘已被毀）、另有三艘建造中。全長約為550M上下（由艦首模組決定），本級艦為比安博士作品。
白鋼號（Shirogane）
代號為「PLATINUM 1」，宇宙諾亞級壹號艦，全長550M。艦首是戰鬥機用的格納庫兼追加射出裝置。三艦中搭載能力最高的一架。缺點為沒有特殊武器。封印戰爭（OG2時期）時遭到另一世界的「影鏡」部隊奪取；「第二次白星攻防戰」中被黑鋼號擊毀後失蹤。
武裝：
二連裝406mm能量式衝擊砲×8
二連裝150mm實體彈砲×4
VLS飛彈發射口×12
88mmCIWS×16
四連裝近接戰用超高機動飛彈發射架×10
大型單分子刀翼×2
小型單分子刀翼×7
十連裝爆雷投射器×4
503mm魚雷發射管×18
鋼鐵號（Hagane）
代號為「STEEL 2」，宇宙諾亞級貳號艦，全長556M。聯邦軍中，是能實現「ISA（Integrated Synchronizing Attack）」戰術的戰艦。
艦首模組是輕量化的試作型重金屬粒子砲「特洛尼姆破壞加農砲」（トロニウム・バスターキャノン），在聯邦軍的軍艦中有著最高級的攻撃力。在DC戰爭時期十分活躍。但在蘭利基地撤退戰時遭到影鏡部隊攻擊重創，其後修理完畢後繼續服役。
最初由水無瀨大鐵（ダイテツ・ミナセ）擔當艦長，其後大鐵艦長於蘭利基地撤退戰時戰死，修理完畢後艦長一職由小野寺鐵哉（テツヤ・オノデラ）擔任。及後小野寺退為副艦長，改由喜多海銀十（ギント・キタウミ）擔當艦長。
在還沒改裝上重金屬粒子砲艦首模組前「鋼鐵號」裝設和白鋼號相同的模組，名高英太（エイタ・ナダカ）開玩笑地說「鋼鐵號」是「白色鋼鐵」（シロハガネ）。

武裝：
二連裝406mm能量衝擊砲×7
二連裝150mm實體彈副砲×4
VLS飛彈發射口×16
88mmCIWS×16
艦首魚雷發射管×2
十連裝爆雷投射器×4
重金屬粒子砲「特洛尼姆破壞加農砲」×1
黑鋼號（Kurogane）
代號為「IRON 3」，宇宙諾亞級參號艦。全長560M，艦首是岩盤粉碎用的超大型旋轉衝角，能夠進行對艦格鬥戰、將航向上的障礙物（岩塊或冰塊等）去除、在地下潛行等，是三艦中汎用性能最高的。另外，将特斯拉驅動器的輸出升高到一定值時，便會產生包覆艦身全體的T-點狀排列力場「破壞力場」，與超大型旋轉衝角並用能夠突破敵人要塞等使用的廣範園能源力場。
巴爾瑪戰役中（OG1的主劇情）成為艾爾薩姆·V·布蘭修坦的旗艦，該戰役與封印戰爭後期均有由極東支部部隊運用的報告。近迫火力為三艦之冠，然而反面、長程炮火能力最差。
武裝：
二連裝406mm能量式衝擊砲×7
二連裝150mm實體彈砲×4
VLS飛彈發射口×16
88mmCIWS×28
四連裝近接戰用超高機動飛彈發射架×4
大型單分子刀翼×2
小型單分子刀翼×7
十連裝爆雷投射器×4
503mm魚雷發射管×10
對艦對岩盤用聖劍鑽頭衝角

### 飛龍級泛用戰鬥母艦
飛龍（Hiryu）
第一艘載人外宇宙探查航行艦，全長約450M。採用了特斯拉·萊許研究所開發的「利用重力質量和慣性質量分離機能加速推進劑的高效率反動推進」（之後的特斯拉驅動器）而得到和傳統船艦有一線之隔的航行能力。在新西曆179年到達冥王星軌道，正要展開外宇宙探索的第一步時遭到侵略者的機動兵器群襲擊。在船艦中度損傷，船員死傷過半的情況下，撤退到小行星帶的伊卡洛斯基地。在修改成戰鬥母艦後，更名為「飛龍改」。
武裝：
2連裝衝擊砲
對空／對艦用飛彈
防空機關砲
飛龍改（Hiryu Kwai）
飛龍在伊卡洛斯基地經過修理與大幅度改造後誕生的泛用外宇宙戰鬥母艦。接受了基於「ISA」之戰術理念。艦首裝備了利用EOT技術的超重力衝擊砲，擁有僅次於鋼鐵號及黑鋼號的戰鬥能力。代號是「Dragon2」。
武裝：
防空機關砲
干擾片榴彈
追蹤飛彈
對艦用飛彈
連裝光束砲
艦首超重力衝擊砲
E力場

### 其他
犀牛（Rhinoceros）
主要是DC使用的大型陸上戰艦。以像犀牛角一般的衝角為特徵。母艦機能完備且廣域防空能力優秀，基本上多被當成移動要塞或司令部使用。L5戰役後DC餘黨依然持續使用。艦首衝角是假設外星人持有大型陸戰兵器或移動要塞的情況下所開發的武裝，實際上幾乎沒有真的使用的案例（遊戲中被當成一般武裝使用）。
武裝：
對空機關砲
地對空飛彈發射器
連裝主砲
艦首衝角
殺人鯨（Killer Whale）
DC所使用的核子潛水母艦。雖是大型艦卻有比傳統核子潛艦更高的隱匿性。以潛行到目的地後急速浮出，派出AM奇襲的閃電戰術聞名。有深海用的特殊版本。
武裝：
對空飛彈發射器
艦首魚雷
對艦用飛彈
信天翁（Albatross）
聯邦宇宙軍和殖民地統合軍使用的宇宙戰艦，擁有優異的索敵和管制能力與艦隊司令部所需的硬體、多被當成艦隊旗艦使用。艦首有如鳥嘴一般是他的特徵。
武裝：
對空機關砲
導引飛彈
對艦用飛彈
連裝光束砲
E力場
大方舟（Great Ark）
聯邦宇宙軍的Albatross級戰艦，Operation SRW作戰時的聯合艦隊旗艦。在該次作戰中被擊沉。
武裝：
對空機關砲
導引飛彈
對艦用飛彈
連裝光束砲
E力場
飛隼（Peregrine）
聯邦宇宙軍和殖民地統合軍的制式宇宙航行艦，DC、DC餘黨和新生DC也有使用。屬於大規模量產的艦種，在故事中常常露臉。骨架型的本體能連結武裝、AM用彈射甲板和運輸用貨櫃等組件，從戰艦、AM的母艦到運輸艦都能擔任的多功能船艦。
武裝：
對空機關砲
導引飛彈
連裝光束砲
回到目錄

## 註腳
1. ↑  德語亡靈、幽靈或幻影之意
2. ↑  Extra Over Technology的總稱，從隕石流星3號發現的超技術總稱
3. ↑  来自OGDW动画
4. 騎槍（奧古斯坦，正式写法为）指的是Ox tongue Spear，一种15-16世纪欧洲的双刃短枪。
5. ↑  Lanzer和Kanone均為德語，分別指槍和大砲
6. ↑  以發揮航空母底功效的機動戰艦，與其搭載的人形機動兵器所發動的閃電戰
7. ↑  正式名稱為：對艦對岩盤用聖劍鑽頭衝角（對艦對巖盤エクスカリバドリル衝角）